# Refugio Antonio Locatelli
El refugio Antonio Locatelli (en alemán Dreizinnenhütte) es un refugio de montaña situado en el parque natural Tres Cimas en los Alpes italianos, a una altitud de 2450 m s. n. m.

## Historia

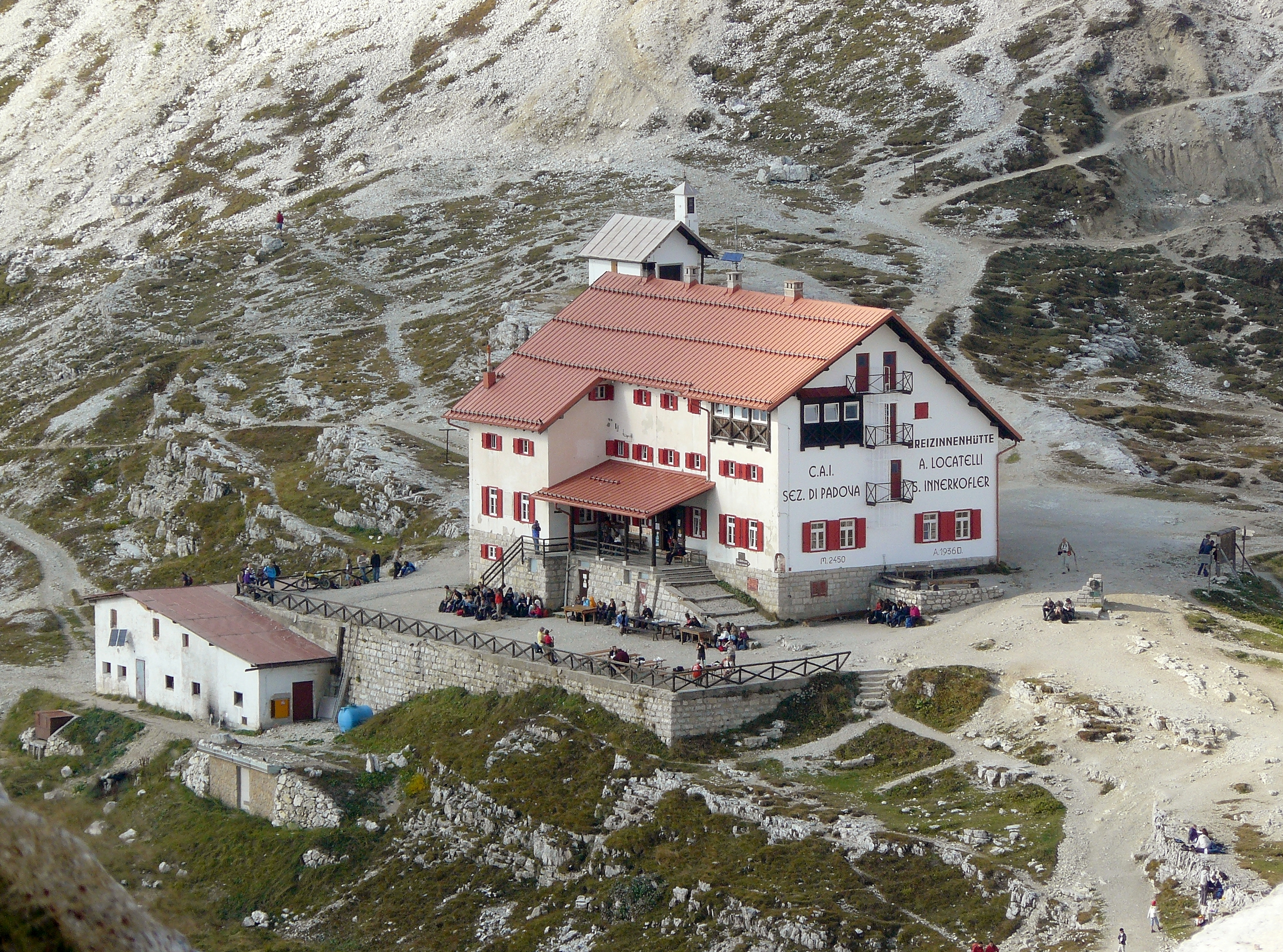
Vista del refugio Locatelli y apenas detrás la pequeña capilla

El dueño del hotel Post de Sexto, Karl Stemberger, propuso en 1881 construir un refugio para la sección Alta Pusteria del Deutscher und Österreichischer Alpenverein, el club alpino alemán, en el desfiladero de Toblin. Después de una inspección de la entera sección, todos los participantes quedaron maravillados por el panorama único del que se disfruta sobre las Tres Cimas de Lavaredo, sobre el monte Paternal y las montañas circundantes, y decidieron construir el refugio sobre el desfiladero.
Karl Stemberger asumió la dirección de las obras, mientras que el proyecto fue realizado por el presidente de la sección, el ingeniero Rienzner de Dobbiaco. Las obras empezaron en la primavera del 1882. En dos meses se procuró el material y se erigió una sencilla construcción con un piso de 4 por 8 metros, de piedra cortada con el techo de una ala. El pequeño refugio comprendía en la planta baja una sala equipada, una cocina de albañilería, dos mesas, bancos y algunas sillas. Cerca de esta había una puerta que conducía a un segundo cuarto que servía de dormitorio para los pastores. Al lado este, había una escalera exterior que llevaba al desván, que contenía hasta diez camastros.
El pequeño refugio debía estar abierto para el otoño, pero el tiempo no fue siempre favorable. De hecho, precisamente en 1882, se recuerda en toda la Alta Pusteria un aluvión en el mes de septiembre. Por lo tanto la inauguración fue pospuesta para el 1883. Para su realización se gastaron 1250 fiorini, de los cuales 900 provinieron de la caja central y lo demás fue pagado por la sección.
El refugio fue destruido durante la Primera Guerra Mundial por una granada italiana.
En 1922 se reconstruyó un pequeño refugio en lugar del precedente, de la sección Alta Pusteria de la Alpenverein Südtirol. En 1923 el refugio fue expropiado en favor de la sección del CAI de Padua la cual proveyó en 1935 a una importante restauración y ampliación.
El nuevo refugio no fue reestructurado sino construido de arriba abajo en una posición un poco diferente. Un sencillo monumento construido encima de una esquina de los residuos que aún se pueden ver, recuerda la precedente estructura y el nombre de Sepp Innerkofler.
Cerca del refugio se encuentran una pequeña capilla y dos pequeños lagos: los lagos de los Llanos (Bödenseen).

## Topónimo
Antonio Locatelli nació en Bergamo, el 17 de abril de 1895, y murió en el eccidio de Lechemti durante la guerra de Etiopía el 27 de  junio de 1936. Fue un altamente condecorado aviador (único militar italiano que obtuvo tres medallas de oro al valor militar), periodista, político italiano, alpinista, académico del CAI y presidente del CAI de Bergamo. Durante la Primera Guerra Mundial se distinguió como piloto de la aviación militar y sus audaces hitos lo hicieron famoso. Participó al célebre vuelo sobre Viena con D'Annunzio. Derribado y capturado el 15 de septiembre de 1918, logró huir disfrazado de soldado austriaco después de pocas semanas. Al interior del refugio se encuentra una estatua de la Madonna de Loreto, patrona de los aviadores.

## Accesos
El refugio Locatelli es accesible en poco tiempo desde el refugio Auronzo, el cual está conectado con Misurina (fracción de Auronzo) gracias a una calle de peaje. El tiempo de camino mínimo necesario para alcanzar el refugio Locatelli a partir del refugio Auronzo (aparcamiento) es de aproximadamente 1 hora y 20 minutos. En cambio, más desafiante es el enlace con Sexto por medio de la Val Fiscalina. Es accesible también del lago de Landro en tres horas.

## Galería de imágenes

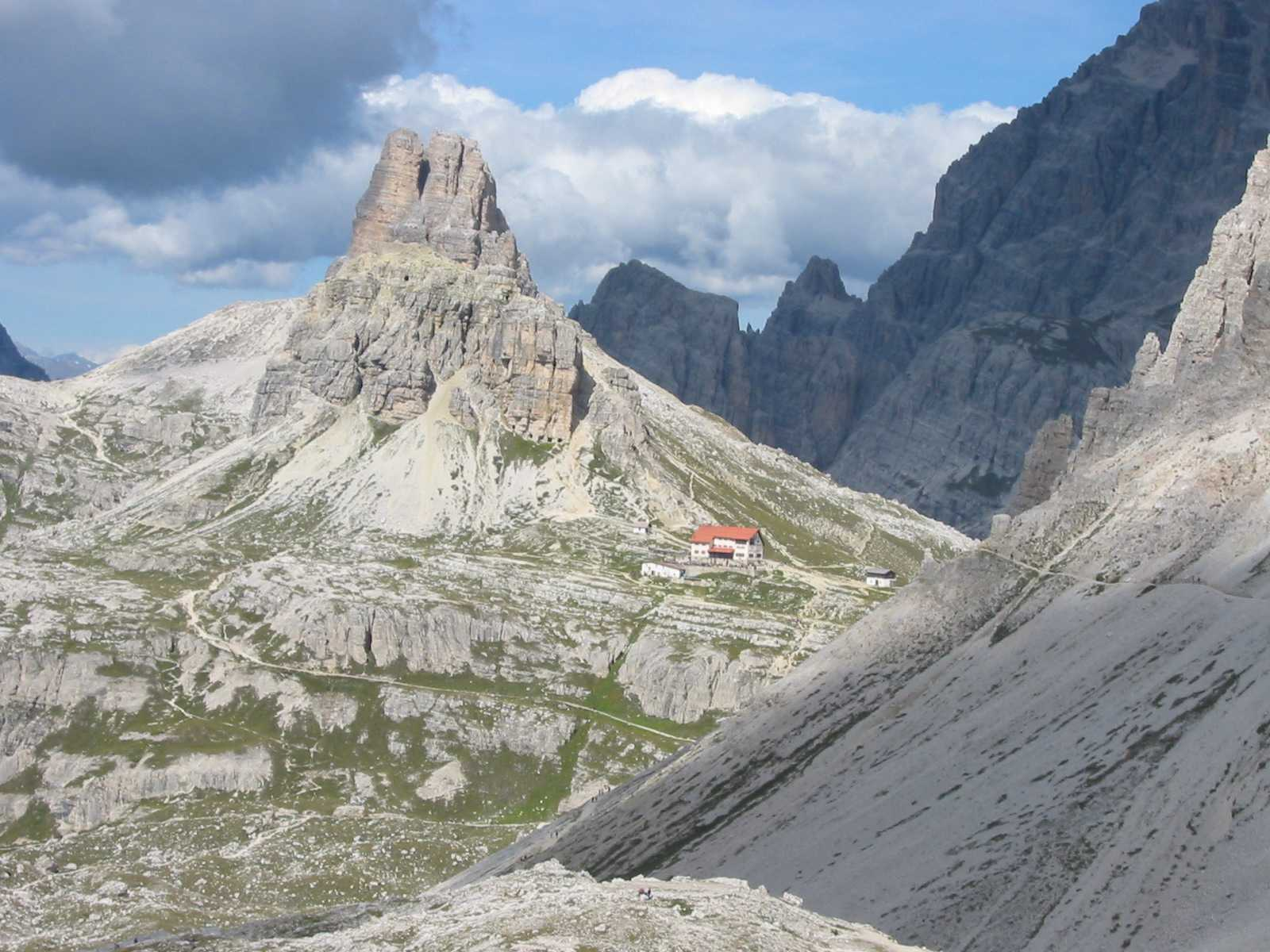
El refugio Locatelli y de fondo la Torre di Toblin.
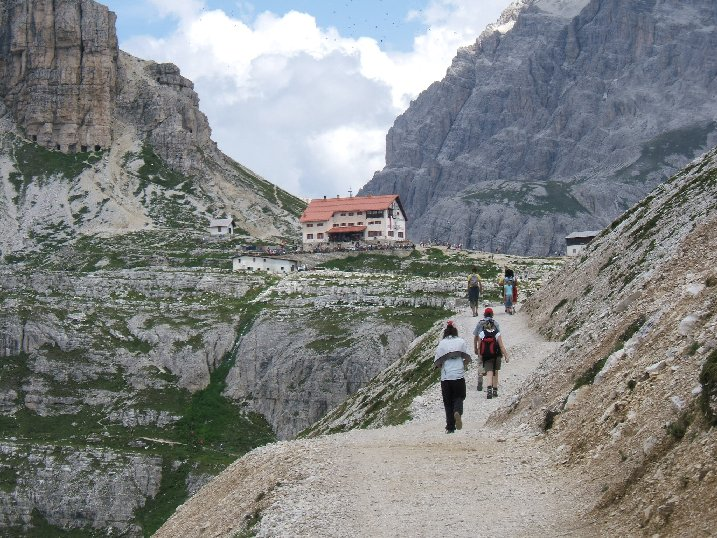
El refugio Locatelli y a la izquierda el Sasso di Sesto.
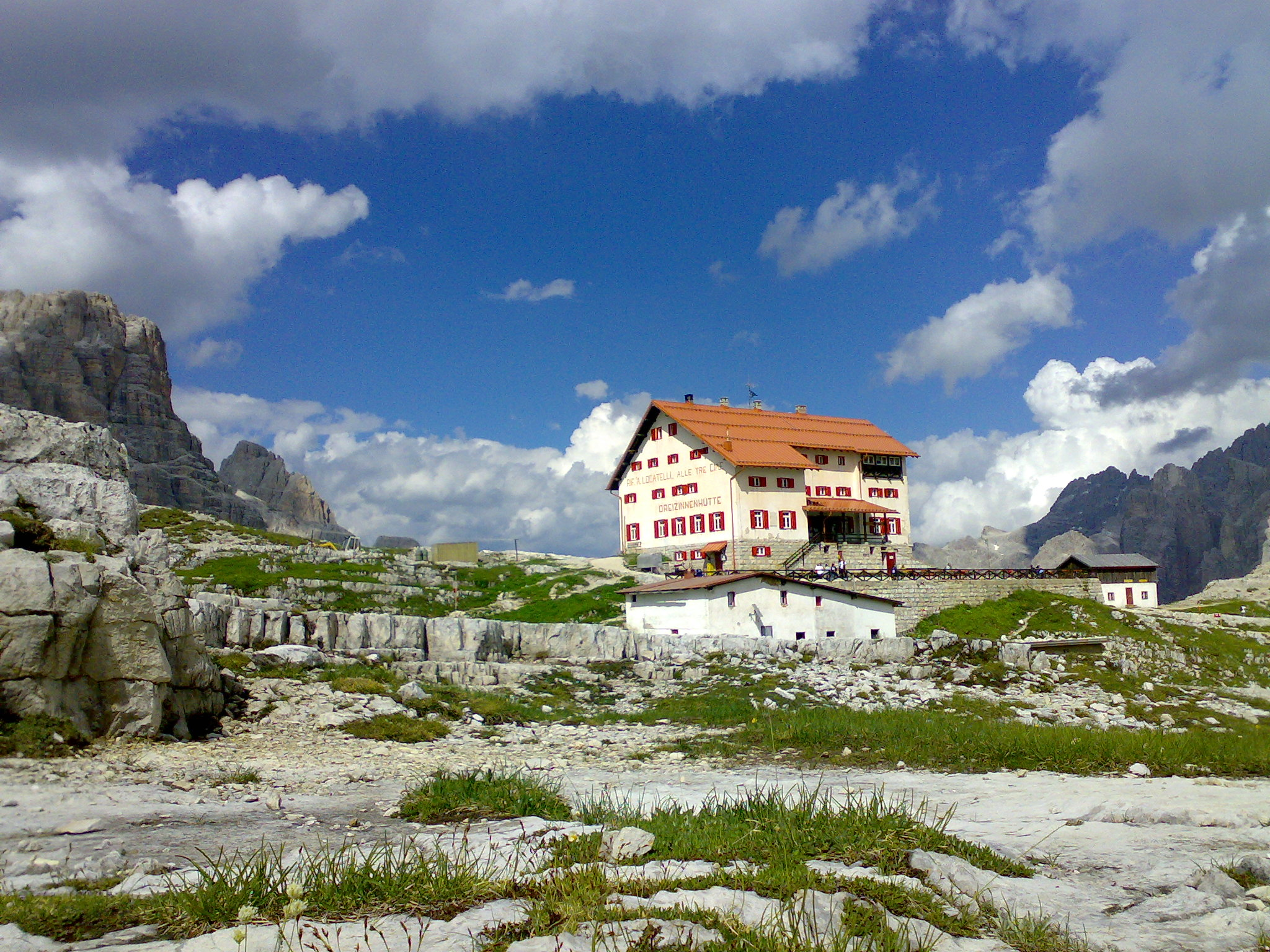
El refugio Locatelli.
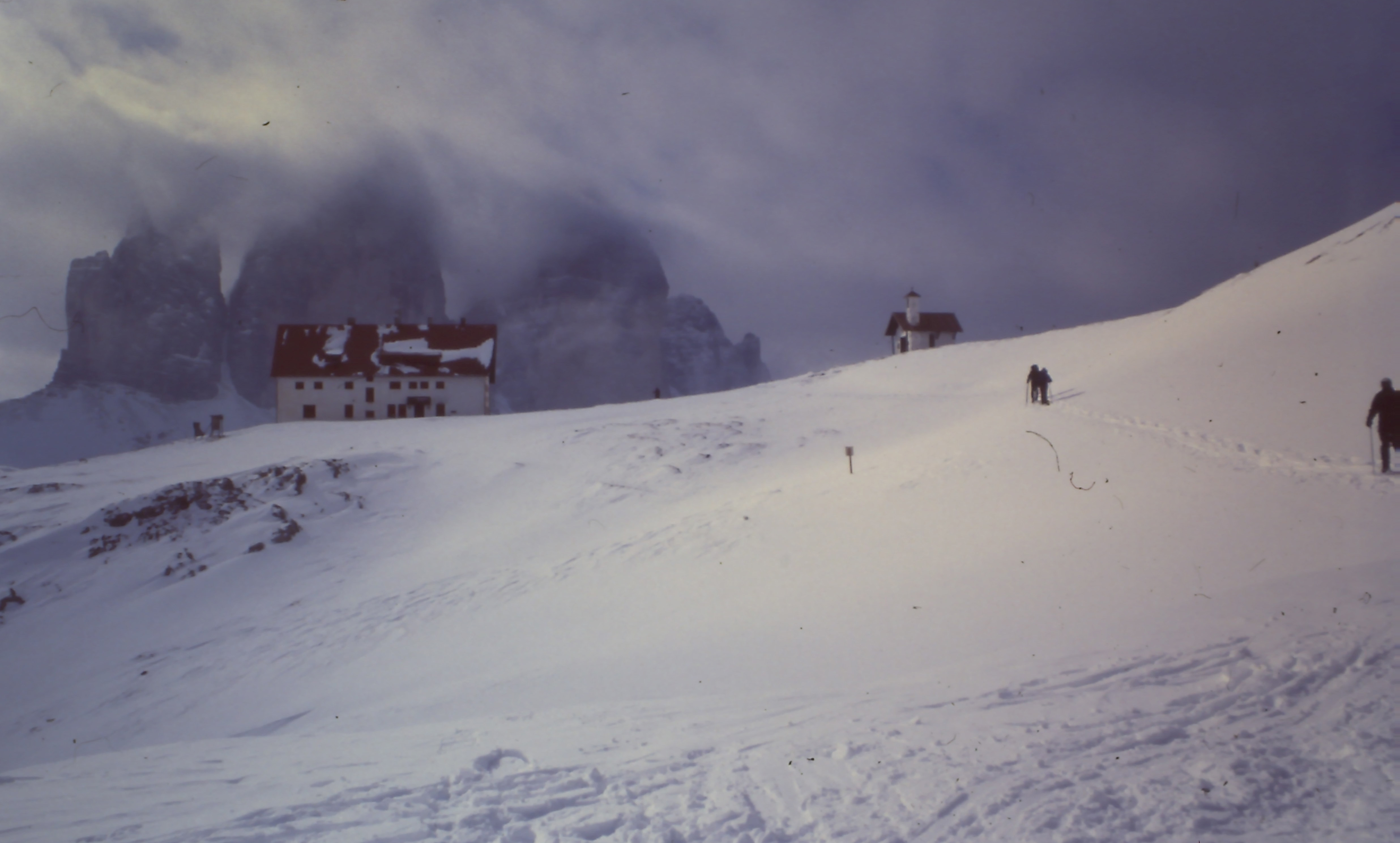
Las Tres Cimas de invierno en medio de las nubes. En primer plano, el refugio A. Loatelli.
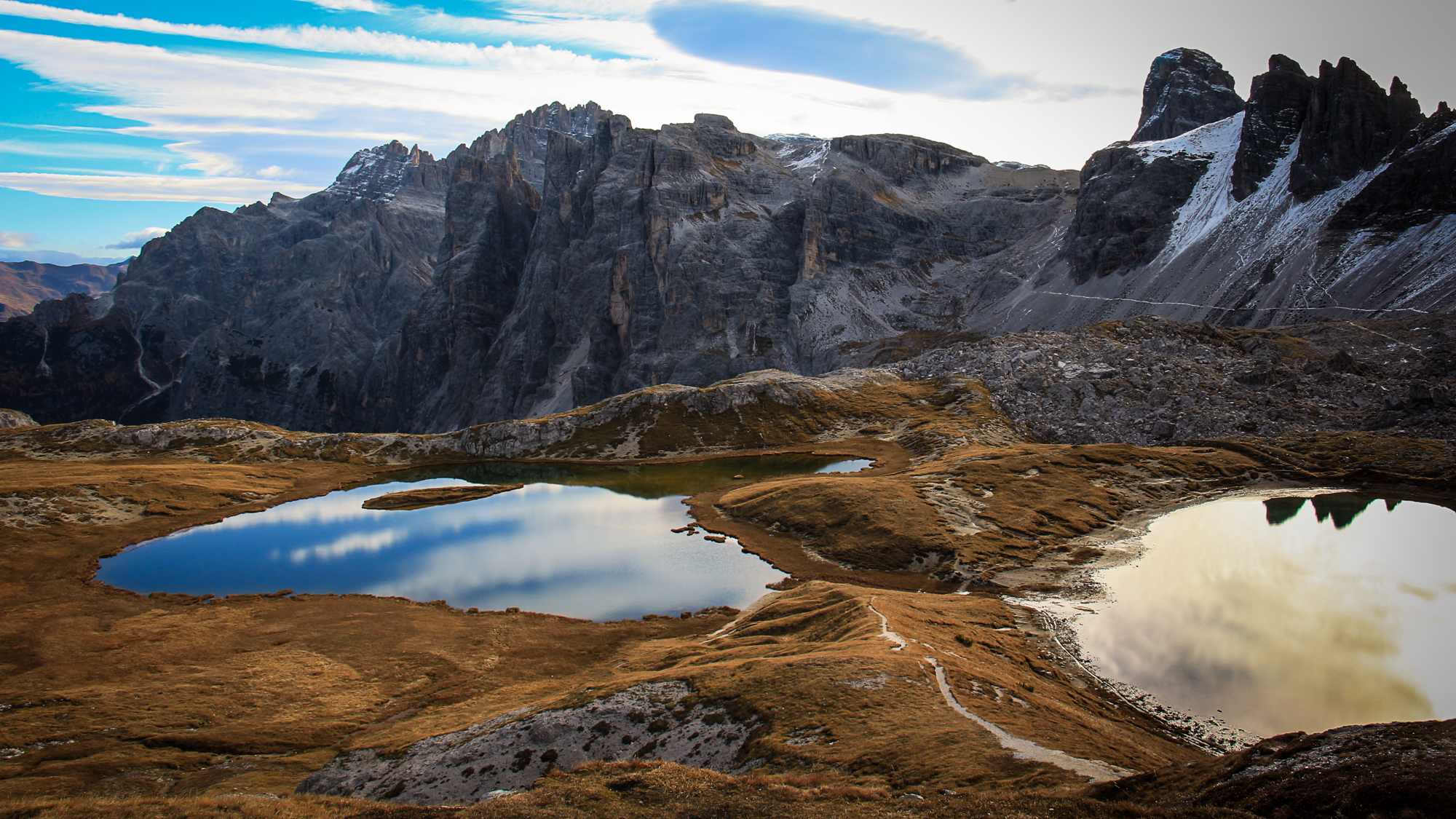
Los lagos de los Llanos

## Otros proyectos
- Wikimedia Commons alberga una categoría multimedia sobre Refugio Antonio Locatelli.

- Datos: Q1258258
- Multimedia: Dreizinnenhütte / Q1258258